# Тайгертон (Вісконсин)
Тайгертон (англ. Tigerton) — селище (англ. village) в США, в окрузі Шавано штату Вісконсин. Населення — 708 осіб (2020).

## Географія
Тайгертон розташований за координатами 44°44′30″ пн. ш. 89°2′45″ зх. д. / 44.74167° пн. ш. 89.04583° зх. д. (44.741635, -89.045847).  За даними Бюро перепису населення США в 2010 році селище мало площу 4,70 км², з яких 4,63 км² — суходіл та 0,07 км² — водойми.

## Демографія
Згідно з переписом 2010 року, у селищі мешкала 741 особа в 332 домогосподарствах у складі 182 родин. Густота населення становила 158 осіб/км².  Було 378 помешкань (80/км²).
Расовий склад населення:
| - 92,3 % — білих - 3,2 % — корінних американців - 0,3 % — чорних або афроамериканців - 0,3 % — азіатів - 1,5 % — осіб інших рас |

До двох чи більше рас належало 2,4 %. Частка іспаномовних становила 1,9 % від усіх жителів.
За віковим діапазоном населення розподілялося таким чином: 23,8 % — особи молодші 18 років, 59,5 % — особи у віці 18—64 років, 16,7 % — особи у віці 65 років та старші. Медіана віку мешканця становила 40,2 року. На 100 осіб жіночої статі у селищі припадало 95,0 чоловіків;  на 100 жінок у віці від 18 років та старших — 96,2 чоловіків також старших 18 років.
Середній дохід на одне домашнє господарство  становив 45 918 доларів США (медіана — 38 750), а середній дохід на одну сім'ю — 52 560 доларів (медіана — 42 315). Медіана доходів становила 39 792 долари для чоловіків та 30 938 доларів для жінок. За межею бідності перебувало 18,5 % осіб, у тому числі 24,8 % дітей у віці до 18 років та 15,8 % осіб у віці 65 років та старших.
Цивільне працевлаштоване населення становило 427 осіб. Основні галузі зайнятості: освіта, охорона здоров'я та соціальна допомога — 25,8 %, виробництво — 22,0 %, мистецтво, розваги та відпочинок — 12,9 %, роздрібна торгівля — 7,7 %.